# Irmandade de São Benedito (Pirenópolis)
A Irmandade do Glorioso Padre São Benedito ou simplesmente Irmandade de São Benedito foi uma associação pública de fiéis católicos, criada no século XVIII, e estabelecida na Igreja do Rosário dos Pretos, uma das capelas da Freguesia de Nossa Senhora do Rosário de Meya Ponte, construída em 1743 pela Irmandade de Nossa Senhora do Rosário dos Pretos. Seu estatuto mais antigo encontrado até o momento no Arquivo Histórico Ultramarino de 1803, que provavelmente não foi aprovado, pois em 21 de julho de 1807, os Irmãos enviaram requerimento a Dom João VI solicitando a confirmação do estatuto e a aprovação da Irmandade. Posteriormente em 1811, foi aprovado um novo estatuto como consta o arquivo da Paróquia.

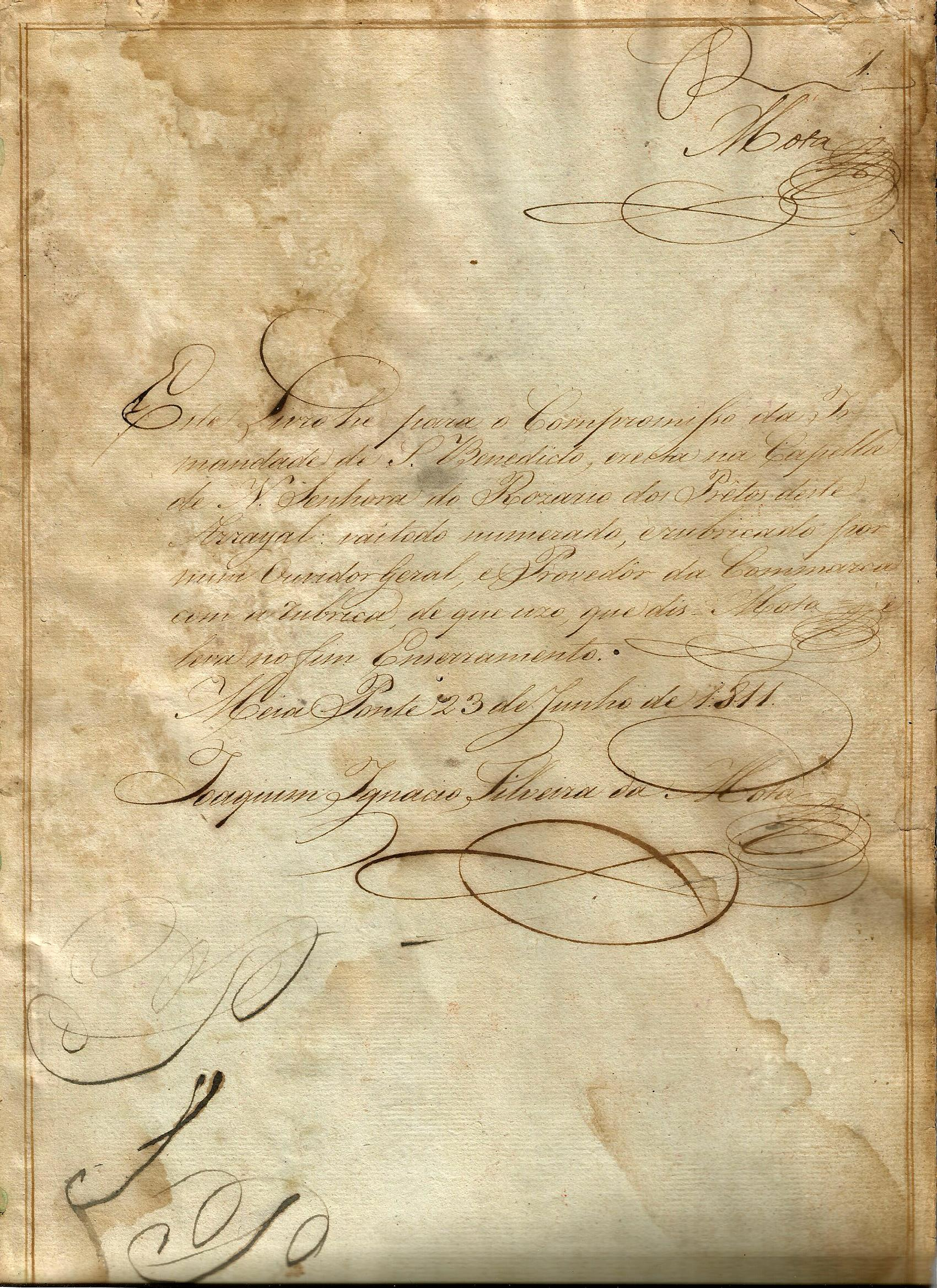
Termo de abertura do Livro de Compromisso da Irmandade de São Benedito.

## Histórico
Com o descoberta das jazidas de ouro em Meia Ponte, rapidamente cresceu o número de escravos para trabalharem nestes serviços, além da construção de casas e Igrejas como a Igreja Matriz de Pirenópolis, que apesar de realizar batizados de crianças escravas, a população local não permitia o ingresso de escravos adultos no templo. Diante de tal situação, os negros com as devidas autorizações da época erigiram a Irmandade de Nossa Senhora do Rosário dos Pretos, e assim possibilitarem a construção da Igreja Nossa Senhora do Rosário dos Pretos, o templo católico dedicado à população negra da cidade.
Assim como a Irmandade do Rosário, para fortalecer a presença negra no local, foi criada a de Irmandade de São Benedito, que concentrou grande parcela da população negra de Pirenópolis, sobretudo os escravos. Na igreja do Rosário, a Irmandade de São Benedito era responsável pela manutenção de um dos altares laterais e sempre se fazia presente nos eventos e celebrações da Irmandade do Rosário, além de promover a celebração de missas semanais as quartas feiras, bem como recitação da Ladainha de Nossa Senhora.

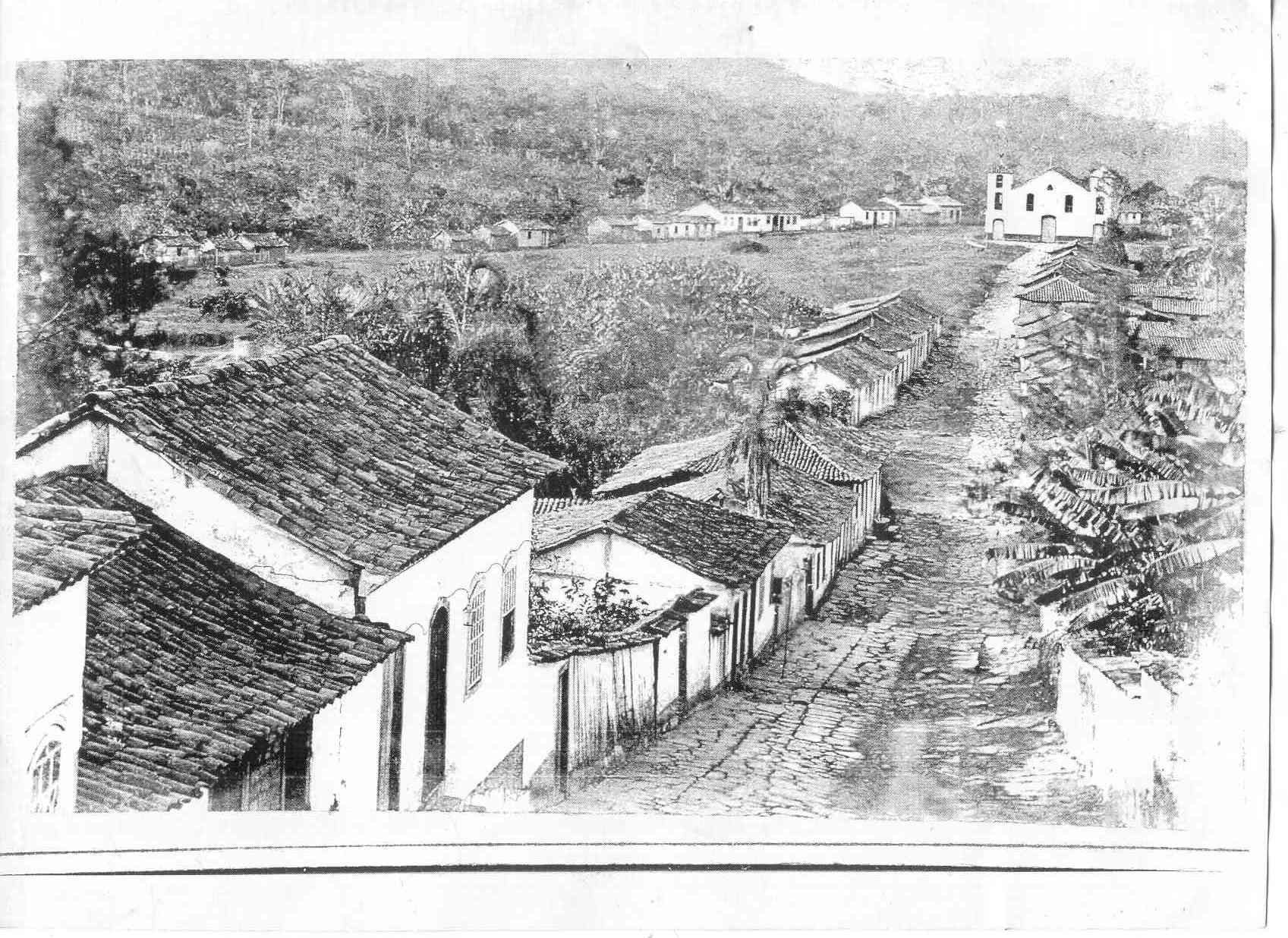
Vista da Igreja do Rosário dos Pretos, por volta de 1886.

Nos moldes do Reinado da Irmandade de Nossa Senhora do Rosário dos Pretos, a Irmandade de São Benedito iniciou a Festa do Juizado de São Benedito, que anualmente era realizada no dia 03 de abril naquela igreja, e sempre realizada solenemente pelo Capelão da Irmandade, ou seja, um dos vigários da Paróquia. Neste momento, assim como hoje, contava com a parte folclórica da congada, Banda de Couro e demais costumes africanos, tradições que a Irmandade do Rosário e a de São Benedito mantinham na Igreja do Rosário, folguedos que hoje,são realizados dentro das celebrações da Festa do Divino, e concentram grande número de populares, sobretudo após a Missa em louvor ao Santo padroeiro, quando se começa a parte folclórica.
Com a demolição da Igreja do Rosário dos Pretos em 1940, aos poucos a Irmandade foi se enfraquecendo até desaparecer de vez em meados de 1990, e hoje, apenas o Juizado é realizado perante a Imagem original de São Benedito, uma das poucas peças que restaram da Igreja do Rosário, que atualmente se encontra na Igreja Matriz de Pirenópolis. Muitos dos antigos membros das Irmandades negras, hoje compõem o grêmio da Irmandade do Santíssimo Sacramento a única hoje existente.

## Estatuto
O estatuto que se encontra no Arquivo Histórico Ultramarino, diz sobre como a Irmandade deveria agir, transcrito abaixo na forma na qual se encontra escrito.
| Capitulo I — Prelúdio | Como as Confrarias e Irmandades não sejão mais q hum congresso de muitos pª. este ser bem governado e ter Leis particulares obrigando se neceçariamte dellas os q se sugeitão ao servisso dessa Irmandade cujo culto for instituída: e pª q na nova Irmandade de S. Benedicto assima de chamada sede todo o bom governo e direções encaminhando ao ensinamento da ms.ma zello, serviso e culto do mesmo sto. pareceu conveniente estabelecer o presente Compromisso ao qual (ilegível) das suas clauzulas e dedicaçoins obrigarem cada um dos que entrarem na dita Irmandade receberem como Ley particular a q voluntariamente se sugeitão por servisso de Dz: e por isso devão intender todos os Irmaons desta Irmandade de S. Benedicto q desde o primeiro dia q nella se entrarem por servisso o mesmo Sto. ficas sugeitos a todas as Leis deste Compromisso e por ellas serão obrigados no Juizo de Dz e dos homens no Mundo sendo necesario reconhecer delle o q não esperamos da caridade dos Irmaons q desta Irmandade forem a qual não terá numero quartado de Irmaons o poderão entrar dos os fieis a que sua devoção incitar a servir ao d.to Santo e não se exceptua pessoa d ql.qr qualidade admitido se nella brancos, pretos, escravos e forros, cazados e solteiros, mulheres e homens de doze annos pª cima. |
| Capítulo II           | Primeiramente terá esta Irmandade em cada anno dois Juizes, hum do Cordão e outro das flores, duas Juizas do mesmo todos crioulos como tãobem doze Irmaons e doze Irmans de meza pretos e toda a pessoa q por sua devoção o quizerem ser não exceptuando neste numero escravos precindindo as circunstancias e assim mais haverá tãobem hum Mordomo pª o Mastro e huma Mordoma pª a Bandeira. |
| Capítulo III          | Terá mais esta Irmandade hum Thesoureiro, hum Escrivão, hum Procurador, hum Zellador, e hum Andador e pª estas ocupaçoins serão exceptua qualidades de pessoas só sim q concorrão nellas sulticiencia capacidade e zello pª o regime das coizas mais essenciais desta Irmandade. |
| Capítulo IV           | As elleicoins annuais de Juis officiais e Irmaons da meza fará o Juiz desta Irmandade escrever pelo Escrivão os nomes dos ditos sendo o primeiro Juis, segundo Thezoireiro, terceiro excrivão, quarto Procurador, e logo Zellador e andador e chamarão os Irmaons de Meza hum por hum os quais hirão dando seu voto nas propostas a aquelles em q mais votarem se therá dano hum risquinho em huma aspa q seguirá o nome e o que mais votos tiver esse será o q ficará eleito. Para esta elleição se rogará ao Rdo. Parrocho queira assistir, e cazo haja empate em algum dos elleitos o Rdo. Vigario o dezempatará querendo assistir de sua livre vontade e na falta do Rdo. Vigario ou do Pe. Capellão se houver: Juis ajugnará a elleição e se pregará na porta do Consistorio pª constar e chegar anotª a todos os q forão elleitos. |
| Capítulo V            | Sendo cazo que o Juis esteja impedido ou auzente fará suas vezes os três oficiais como Thezoireiro, Escrivão e Procurador guardando sempre a boa ordem da elleição assima declarada. |
| Capítulo VI           | Todas as Mezas assim para as elleiçoins como para o regime da Irmandade sehão de fazer no Consistório em Domingo e dia santo, e havendo precizão em outro qlqr. dia com quais q Irmaons de meza q se acharem e outros q houverem servido. A elleição annual dos Juizes Officiais e Irmaons de meza se fará quinze dias antes da festa do Santo: e outro sim haverá no dito concistorio assentos sufucientes pª todas as occazions q se precizar os Irmaons assistirem as Mezas. |
| Capítulo VII          | Feita a elleição o Escrivão avisará aos elleitos por carta que intregará ao Procurador o q terá o cuidado de q o Andador as intregue com toda obrevidade aos q ficarão elleitos nas occupacoins da Irmandade e seos d.os não asseitarem se fará novas elleições dentro de oito dias seguindo a ordem das assima declarada e permitios q pª os ditos officios se possa elleger quais q homens suficientes sem embargo de não serem Irmaons. |
| Capítulo VIII         | As elleicoins sehão de publicar no dia da festa no Pulpito pelo Pregador, e havendo missa cantada sem sermão será publicada pelo Rdo. Vigar° e se não houver missa cantada e houver somente missa rezada: o nosso Rdo. Cappellão ha de dizer a dita Missa e nella publicar a dita Elleição, e todos sehão de escrever no Libro pª ellas destinado pelo Escvrivão novo q entra em o termo de quinze dias passada a festa em q se dará posse aos Juizes e Juizas, e mais officiais q a tomara cada hum do que lhe tocar e todos os elleitos se assignarão ao pé della no mesmo Libro pª constar que acceitarão e estiverão por Ella e esta circunstancia bastará pª ficarem obrigados a cumprir com suas obrigaçoins. |
| Capítulo IX           | Haverá na Irmandade hum Capellão e se ellegerá o Clerigo que mais desocupado estiver neste Arrayal e a elleição será feita em Meza, o qual terá obrigação de dizer Missa as quartas feiras a hora q se ajuntarem Irmaons e no fim da Missa rezará com elles a Ladainha a Nossa Srª pelos Irmaons vivos, defuntos e benfeitores dira as Missas pelos Irmaons q falecerem com seu Responço, comfessará os Irmaons que por sua devoção se queirão comfessar, acompanhará os enterros dos Irmaons defuntos com o sobrepelis, nas Missas cantadas cantará o Evangelho tudo pela porção em q se ajustar annual com a Irmandade a qual terá obrigação neste cazo dever o sacerdote que mais comodo fizer e faltando as suas obrigação sem justa cauza a Irmandade lhe dará a providência que lhe parecer mais justa. |
| Capítulo X            | Poderão admitir nesta Irmandade Juizes e Juizas por devoção brancos e de outra qualquer qualidade q sejão q por sua devoção ou aumento da Irmandade o queirão ser annual, ou perpetus, mas estes não serão obrigados assestir as mezas e obrigaçoins da Irmandade e nem ella os deve chamar e no cazo q haja algum Juiz perpetuo este o será por devoção e poderá dar o seu voto três só mente em alguma conçulta pª. o Regime da Irmandade. |
| Capítulo XI           | Ao Juiz do Cordão pertence o governo da Irmandade como tãobem a Juiza do Cordão q serão obrigados no anno em q servirem a darem de esmola des oitavas de oiro cada hum, o Juis e Juiza das Flores darão cada um sinco oitavas de oiro, os Irmaons e Irmans de meza darão cada hum huma oitava de oiro as quais esmolas se darão oito dias antes da festa, e quando haja falta as darão no dia da Festa do Santo, e querendo entrarem pª. Irmaons de Compromisso: as ditas mezadas lhes servirá de entrada pª. o q o Escrivão lhes fará o termo, e nelle se assignarão, e pagarão de Annual cada hum meya oitava. |
| Capítulo XII          | O Juiz e Juiza do Cordão terão muito cuidado no seu anno do regimento da Irmandade e fazendo por agregar muitos Irmaons ao servisso do Santo e terá obrigação o dito Juiz de assistir a todas as Missas q se fizerem salvo se tiver posto cauza de empedimento os Juiz e Juizas com os Irmaons e Irmans de Meza pertence o cuidado da festa do Sto. no seu ano com Missa cantada, Sermão e Procissão e se quiserem fazer com mais solenidade as fará as suas custa aumentando assim esmollas. |
| Capítulo XIII         | Não se fará festa com Missa cantada e sermão precizando se ornamentos, obras ou por outra qualquer coiza pela q. a Irmandade não convenha se faça a dita festa ficando applicadas as esmolas pª os dos ornamentos ou obras q se precizarem para o mesmo Santo, e isto q dito he nada se fará sem ser proposto em Meza pª. todos convirem e de outra sorte não se lhe levará em conta o Thezoireiro que a sua elleição fizer a dita Festa, Ornamentos ou Obras que fizer visto q seja no prezente ou fará o futuro se seguirá a forma neste capítulo delcarado. |
| Capítulo XIV          | Sucendendo que os Juizes, Juizas, Irmaons e Irmans de Meza não dem as esmollas declarada em seu Capítulo os Officiais e Irmaons de Meza as pedirão, não as dando a tempo pedirão perante o Juiz competente, e na forma da Ley do Reino, cobradas que sejão se aplicarão na forma q em seu lugar se há de declarar. |
| Capítulo XV           | O Thezoireiro desta Irmandade quando entrar a servir a sua occupação: tomará intrega de todos os bens como q fará pezar ao meter no cofre e de todos os creditos, cuja intrega lhe fará a Irmandade por Inventario q se fará pelo Excrivão em um Libro q ha de haver e de tudo q receber e cobrar pertencente a esta Irmandade lhe fará carga o excrivão na conta da sua receita, fará os pagamentos q pela Irmandade lhe for mandado fazer, e pª os guizantos da Irmandade se lhes dará logo q tomam posse hum tanto de oiro pª. tres mezes, e vencido o tp.o se lhe dará mais oiro sendo precizo que se tirará do Cofre abrindo-se em meza achando-se prezentes o Juiz, Thezoireiro, Excrivão e Procurador, e assim se observará todas as vezes que houver precizas e hir ao Cofre pª. as despezas necessarias e cazo o Juiz por algum accidente e razão justa não possa vir assistir a Meza em tal cazo seja avizado o Juiz preterito pª q venha em seu lugar assistir, e em falta deste outro qualquer q tenha servido de Juis e sendo necessário ornam.tos, e outras quais qr coizas precizar a Irmandade como são doze opas brancas com suas murças cor de Aurel pª. melhor poder a Irmandade assistir as funções e enterros dos Irmaons defuntos o Procurador proporá em meza. E sendo neceçario as dto. Tezoireiro auzentarce por pouco tp.o intregará o q for mais precizo ao uso da Irmandade ao Excrivão e Procurador os quais serão obrigados a fazer suas vezes e sendo por tp.o dilatado fará ad.a intrega a Irmand.e em meza de tudo q tiver em seu poder pª. q esta eleja official, ou (ilegível) aos q ao atualm.te assitirem. |
| Capítulo XVI          | O Thezoireiro desta Irmandade quando não imprestará bens ou alfaias pertemcentes a msma sem concentimento do Excrivão e Procurador e sem concentimento e aprovação da Irmandade não poderá imprestar dinheiro, ou ouro da dta e havendo no Cofre dinheiro ou oiro q pareça conveniente a Irmandade dar se a juros o farão a pessoa segura e abonada com um ou dois fiadores tãobem abonados por q aliaz será cada hum por si e hum por todos obrigados a satisfação receberão as clarezas neceçarias d q se se fará termo e assignarão todos: porém sempre mais acertado, Santo, e justo será ficar no Cofre penhores de oiro ou prata q cubra aquella quantia q tirarem dando fiador abonado tãobem só aos juros por melhor segurança pª. o futuro. |
| Capítulo XVII         | O Excrivão desta Irmandade será zelozo, guardará os Libros della com clareza e distinção fará todos os termos e assentos de receitas e despezas por letra sahindo fora com as mesmas sommas em (ilegível) terá muito zello no aumento da Irmandade procurando assentar Irmaons capazes e suficientes pª. o servisso della fazendo-os assignar no Livro ao pe do termo q lhe fizer com a sua firma ou signal costumado, e lhes terá a cada hum os Capitulos dos prelúdio e dos Irmaons simples na forma q no mesmo prelúdio se delcara, pª q intendão qual He a sua obrigação e os fará assignar ao pé da elleição já publicada e declarada no capitulo oitavo. O Excrivão pertence dar ao Procurador estando em Meza pautas dos Irmaons q hão de pedir todos os Mezes do anno. |
| Capítulo XVIII        | O Procurador terá muito cuidado e zello em procurar o aumento da Irmandade fazendo q os Irmaons não faltem as suas obrigaçoins e obrigado-os a q sejão promptor em satisfazer as suas esmollas e quando se fizer Juizes e Juizas captivos: se farão as cartas aos Senhores dos ditos pª. ver se querem que seus escravos sirvão observando-se a forma do Capitulo setimo e se não neceçario obrigará aos Senhores pelas esmolas dos Irmaons captivos e do q cobrar fará integra ao Thezoireiro de q lhe fará carga o Excrivão na forma do Capitulo dessimo quinto, e quando a Irmandade houver de sahir fora mandará pelo andador avizar aos Irmaons pª. assistirem com as suas opas, e o Juiz hirá com a vara no final da Irmandade, ao Procurador pertence levar a cruis diante dª Irmandade e se algum Irmaons forem remissos: (ilegível) Procurador os declara em Meza e assitirá aos Irmaons enfermos e dos q forem necesitodos Dara parte a Irmandade pª. os socorrer como puder e a nececid.e como se delcara o Capitulo vinte e sete. |
| Capítulo XIX          | O Procurador será obrigado a correr com as demandas e esse a açoins q a Irmandade lhe mandar fazer abem da m.ma porem não ajuizará nimguem sem propor em Meza pª. assentarem no mais conveniente e desta realização mandará fazer termo aliás o dispendio q fizer será por sua conta e risco: ao Procurador pertence o cuidado de acudir as chamadas do Juiz, Thezoireiro e excr.am pª. q com a recomendação dos (ilegível) se ponha em execução o q toca a Irmandade q terá (ilegível) o pago, e tambem do Sto. e q.do a irmandade haja de sair com Opa, ou assistir com Ella assistirá o Procurador com a sua e havendo de assistir com será a repartirá pelos Irmaons. O Andador será cuidadozo e deligente em cumprir o q se lhe encaminhar a bem da Irmandade e sendo neceçario sahir campaiha fará o Andador a tocará. |
| Capítulo XX           | O Zellador terá extremozo cuidado no aceyo do Altar, que as toalhas, alvas, comais q necessário for p.a o Altar ande tudo bem lavado e limpo, q os Ornamentos sejão os propios do dia, e q no Altar não falte sera e q no dia do Santo a tres de Abril esteja p Altar com mais cera aceza athé o meyo dia, e sendo neceçario a Irmandade assistir com Opa o Zellador as repartirá pellos Irmaos. |
| Capítulo XXI          | No fim do anno, no dia da Meza que se fazer para as elleiçoins dos Officiais e Irmaons de Meza: o Thezoireiro, Excrivão e Procurador serão obrigados a dar contas (ilegível) de tudo quanto tiverem a seu cargo e dando-as boas como esperamos sejão concervados p.a os anos seguintes, sendo sempre origados a darem contas de todos os annos no dito tempo, p.a q no cazo d q. as não dem justas, e verdadeiras se fazerem alleiçoins na mesma Meza de outros Officiais novos aos quais se fará intrega do q lhes perntencer as suas obrigaçoins, ficando-se de tudo termo e assento no Livro destinado. |
| Capítulo XXII         | Todos os Irmaons de Meza serão obrigados a assistir della quando forem chamados salvo ferido, justa cauza q os impessa, pedirá cada hum esmola pelo Arrayal no seu mês, no dia de quarta feira e não podendo hir mandará outro em seu lugar, e tudo q.to tirar intregará ao Procurador de q.m cobrará recibo, e apresentará ao Excrivão e Thezoireiro findos os três mezes meterá as d.as esmolas no Cofre na forma declarada no Capítulo 15 cazo não sejas precisas p.a algumas disposiçoins precizas da Irmandade e Irmãs q não quizer pedir ou mandar: dará do mez q lhe tocar huma oitava de oiro q intregará na forma assim declarada. |
| Capítulo XXIII        | Todos os Irmão q for chamado p.a qlqr occupação da Irmandade q sem justa cauza se excuzar será admoestado três vezes em Meza de q se fará termo, e sendo rebelde se riscará logo da Irman.de e também os Irmaons q deixarem de pagar os annuais de três annos sendo primeiro advertido e admoestados em correrão na mesma pena mais falecendo estes se lhes dará com sepultura se p conduzirem p.a Capella e nada mais como tãobem serão excuzos de servir tendo servido menos de tres annos nas occupaçoins da Irmand. e todos serão obrigados a acompanhar as Procissoins e emterros com insígnias, mas q.do faltarem serão reprehendidos e advertidos. |
| Capítulo XXIV         | Toda a pessoa de qual quer quali. e estado q seja q quizerem emtrar par Irmnad. de Compromisso desta Irmanda. pagará de entrada huma oitava de oiro q a dará ao fazer termo de Irmão e de annual meya oitava de oiro, e qdo for Irmão remido: dará por huma só vez dês oitavas de oiro e passados dês annos não havendo no libro de algum destes se lhes farão is sufrágios communs, o Excrivão e Procurador terão muito cuidado nesta deligência e se algum na hora da mesma quizer entrar nesta Irmanda. p.a lograr as Indulgencias e sufrágios della pagará entrada nove oitava de oiro e se lhes mandarão dizer as Missas e se lhes fará acompanhamento e rerá cova e tudo mais porem se não dirá Missa de Exequia emquanto se não souber do auz.te que seja fallecido por q sendo-o, emtão se poderá dizer ficando então mais própria palavra sufragiar. |
| Capítulo XXV          | Cada Irmão pobre q morrer será acompanhado com a Irmandade, Esquife, Padre, Capellão e Cera da Irmandade e sendo Irmão que tenha posse p.a compar a dta cera, ficará a Irmandade izempta de assistir com ella e acabado o emterro terá o Procurador enviado de pedir a dta cera aos Irmaons q de sua livre vontade a quizerem dar p.a o Altar do Sto. e terá sepultura no corpo da Capella e sendo Irmão de Meza q servindo morra: se lhe dará sepultura na (ilegível) e sendo Juiz ou Juiza q tenha servido ou algum dos Officiais q actualmente esteja servindo ahinda q não seja Irmão se lhe dará dentro do Cruzeiro junto ao Altar do Sto. e se for Juiz perpetuo ou sua mulher q em vida do falecido se lhe dará na parte mais superior q for licito e o mesmo será o Pe. Capellão se morrer (ilegível) como tãobem as Viuvas dos mesmos e os filhos legítimos de quatorze annos pa. Baixo se lhes dará sepultura acompanhamento com esquife (ilegível). |
| Capítulo XXVI         | Cada Irmão pobre q morrer será acompanhado com a Irmandade, Esquife, Padre, Capellão e Cera da Irmandade e sendo Irmão que tenha posse p.a compar a dta cera, ficará a Irmandade izempta de assistir com ella e acabado o emterro terá o Procurador enviado de pedir a dta cera aos Irmaons q de sua livre vontade a quizerem dar p.a o Altar do Sto. e terá sepultura no corpo da Capella e sendo Irmão de Meza q servindo morra: se lhe dará sepultura na (ilegível) e sendo Juiz ou Juiza q tenha servido ou algum dos Officiais q actualmente esteja servindo ahinda q não seja Irmão se lhe dará dentro do Cruzeiro junto ao Altar do Sto. e se for Juiz perpetuo ou sua mulher q em vida do falecido se lhe dará na parte mais superior q for licito e o mesmo será o Pe. Capellão se morrer (ilegível) como tãobem as Viuvas dos mesmos e os filhos legítimos de quatorze annos pa. Baixo se lhes dará sepultura acompanhamento com esquife (ilegível). |
| Capítulo XXVII        | Cahindo algum Irmão em pobreza ou em outro qlqr. estado deploravel q não possa agenciar os seus annuais se lhe não pedirá annual tendo-o pago athé em tempo estando enfermo o fará o Procurador saber a Irmandade pa. se lhe dar alguma esmolla conforme a possiblidade della e a nececidade e pobreza delle e o Procurador tirará esmolla pellos Irmaons e fieis pa. assentação e cura do dito Irmão emfermo. Os Irmaons aptivos q fallecerem neste Arrayal serão obrigados por servisso do sto. a dar pte. ao Procurador desta Irmandade pa. (ilegível) os ir buscar pa. lhe dar sepultura: sendo em distancia q não seja penozo aos sehores conduzilos pa. o Arrayal, e sendo q morrão mto. Distante donde se não possa conduzir ao Arr.al sempre será o Ir. obrigado a fazello saber ao Procurador p.a se lhe mandar fazer os sufrágios e serão amortalhados a custa do Ir., e se pobres a custa da Irmandade q lhes dará de paniculo, ou pano de linho. |
| Capítulo XXVIII       | Haverá nesta Irmandade huma crus com sua manga, huma campainha, hum esquife ornado e preparado acusta da Irmandade p.a nella se conduzirem os Irmaons pa. a sepultura e querendo algum q não for Irmão, e querendo algum q não for Irmão hir nella pagará duas oitavas de Oiro, e querendo a Irmandade com sua Crus acompanhando quatro oitavas de oiro, e sem esquife duas oitavas, tudo pa. a fabrica da Irmandade. |
| Capítulo XXIX         | Haverá nesta Irmandade hum cofre com tres chaves em o qual se guarde oiro em credtos e alfaias pertencentes a Irmandade, cujas chaves as guardarão os três Officiais, Tezoireiro, Excrivão e Procurador. |
| Capítulo XXX          | Haverá nesta Irmandade seis sepulturas, duas dentro do cruzeiro, junto ao Altar do Sto., duas na Cocjia da mesma parte, e duas no Corpo da Igreja da mesma parte pa. o q implorão e pedem a lomcação dellas. |
| Capítulo XXXI         | Haverá nesta Irmandade hum libro em q se fará os termos das entradas dos Irmaons declarando o qto. Derão e se assignarão com o seu nome ou signal costumado os quais t.os serão feito pello Excr.am q esse anno servir, e quando morrer e se auzentar da Comarca algum Irmão lhe fará o Excr.am declaração por esta ao pé do mesmo assento: como tão bem dos annuais q cada hum pagar declarando anno em q cada hum pagar, Haverá mais outro Libro de receita e despeza cujos asentos se farão com a declaração do Capiítulo dessimo sétimo 17, e neste m.mo se lançarão Inventarios dos bens e alfaias como tãobem outo p.a os termos e assentos das Mezas e detreminaçoins da Irmandade, e se assignarão todos os q a Ella assistirem na qual se lançarão tãobem as elleiçoins de cada anno em q assgnarão como no Capitulo dessimo sétimo se declara: e não tirar isto q possa haver hum destes será rubricado e numerado pelo peclarissimo Sr. D.or Provedor da Comarca e nelles só poderá escrever o Excr.am della. |
| Capítulo XXXII        | Toda a pessoa q não for Irmão de ql.q.r qualid.e q.e for e se quizer enterrar na dita Irmandade: pagará pella cova de corpo da Igreja tres oitavas de oiro na Cochia, seis oitavas e sendo junto ao Altar do Sto. dês oitavas de oiro, tudo pa. a fabrica da Irmandade, e recomendamos ao Tezoireiro e Procurador a quem pertence arrecadar esta esmolla sem que ellas seja paga em oiro, ou coiza q o valha não deixe abrir cova nem sair Esquife e Irmandade, e fazendo o contrario: ficarão obrigados a satisfação della s se lhe fará canja. |
| Capítulo XXXIII       | Todo o rendimento desta Irmandade se ajuntará no Cofre, e delle se tirará primeiram.te o gasto qotidiano q.e se tiver festa de vinho, hóstias, cera, e reparação do Altar do Santo, e o mais a este respeito, em segundo lugar se satisfará a porção annual do Padre Capellão, e em terceiro lugar as missas q se tiverem mandado dizer pellos Irmaons defuntos isto He não havendo Capellão justo, cãs sobra q.e houverem , se applicarão p.a o dezempeho da Irmandade, e não havendo se farão obras e ornamentos q.e mais necessário forem e não havendo carência de nada disto se dera a juros na forma do Capitulo dezesseis. |
|                       | E assim ouvê a Irmandade pôr feito e acabado seu Compromisso ql.qr venha deter força de Ley e estatuto pa. Plena observância do q. nelle se determina em fé de que obrigarão os Irmãos presentes feito neste Arrayal d dito mez e anno, e tido em Meza á Irmandade. O Juiz Agostinho da Costa Mora. O visitador Antonio Aleluia Moreira |

Além de todos os capítulos acima listados, no estatuto de 1811, possui os seguintes capítulos:
| Capítulo XXXIV | E assim mais em o anno que não houver Missa Cantada no dia da festa do Santo, e houver tão som.te Missa rezada dita pelo nosso Capellão em cujo dia por costume muito antigo, vem os Juizes de Elleição, e os de promessa igualm.te as Juizas juntos e emcorporados p.a a Igreja de sua neste ditp dia, custa aprontarce e ajuntarce esta corporação por cauza do referido apparato: razoins estas porq.e se dillata a Missa fora do costume esperando q.e cheguem a Igreja com ad.a corporação e as tp.o q.e chegarem dirá o Capellão Missa fora do costume sem impedimento de pessoa alguma. |
| Capítulo XXXV  | Que aos novos Juizes Juizas e Officiais que vierem tomar posse será dada pello nosso Capellão sem receber extipendio algum e não havendo Capellão dará a dita posse o R.do Vigar.o querendo dalla sem receber extipendio e não querendo este assim fazer seja comcedido aos m.mos Juizes, Juizas Officiais (ilegível) (ilegível)aos outros por evitarmos despeza a Irmandade e q tãobem se intenderá nos Terços de N. Snr.a do Rozario, e outras funçoins em q costuma sahir a Rua em seu Andor o nosso S.to, não seremos obrigados a pagar licença p.a este fim.                              |
| Capítulo XXXVI | O que respeita a assignatura da Elleição annual dos Juizes e officiais: será assignanda pello R.do Vigario sem q p.a esse fim a Irmandade seja obrigada a pagar coiza alguma, d na falta do R.do Vigario será assignada pello nosso Capellão sem extipendio algum e na falta dos ditos pello nosso Juiz ou seu logo se não souber escrever, e pregada na porta do Consistorio, como fica d.to no Cap.o (ilegível) e se há de publicar como se declara no Capitulo oitavo. |
|                | E por esta forma houverão os da Irmandade p.rfeito e acabdo este seu compromisso que lhes dor lido em Meza em treze de Junho de mil oitocentos e onze e querem venha a ter foca de Ley e estatuto p.a pelna objevancia do q nelle se declara pello asseitarem e a tudo se sugeitarem e p.a firmeza delas os assignarão. O Tezro. Antonio da Silva (ilegível) O Excv.am Fidencio Graciano de Pina O Proc.or Lourenço da unha e Santos Cordeiro O Zelador Fran. Da Costa O Juiz do Cordão Tulio (ilegível) dos Reis Juiz das Flores Manoel de Souza Vieira                                       |